# The Fourth Legacy
The Fourth Legacy – czwarty album studyjny amerykańskiego zespołu powermetalowego Kamelot, wydany w 2000 roku przez wytwórnię Noise Records.

## Twórcy
- Roy Khan - śpiew
- Thomas Youngblood - gitara i chórki
- Glenn Barry - gitara basowa
- Casey Grillo - perkusja

### Gościnnie
- Miro - instrumenty klawiszowe i aranżacja orkiestrowa
- Sascha Paeth - dodatkowe gitary
- Thomas Rettke - głos w tle w utworach "Nights of Arabia", "Until Kingdom Come" i "Alexandria"
- Dirk Buirneberg, Robert Hunecke-Rizzo - dodatkowa perkusja
- Rannveig Sif Sigurdardóttir - żeński głos w utworze "A Sailorman's Hymn"
- Cinzia Rizzo - żeński głos w utworze "Nights of Arabia"
- Farouk Asjadi - flet i dodatkowa perkusja w utworze "Desert Reign"
- Andre Neygenfind - kontrabas w utworze "Nights of Arabia"
- Fallersleben String Quartet - sekcje smyczkowe
- Simon McTavish - flet

## Lista utworów
1. "New Allegiance" – 0:54
2. "Fourth Legacy" – 4:55
3. "Silent Goddess" – 4:15
4. "Desert Reign" – 1:39
5. "Nights of Arabia" – 5:26
6. "Shadow of Uther" – 4:45
7. "Sailorman's Hymn" – 4:05
8. "Alexandria" – 3:53
9. "Inquisitor" – 4:35
10. "Glory" – 3:42
11. "Until Kingdom Come" – 4:11
12. "Lunar Sanctum" – 5:59